# Fontaine Saint-Gauthier
La fontaine Saint-Gauthier est une fontaine située sur la commune de Tanlay, dans le département de l'Yonne, en France.

## Localisation
Le bâtiment se trouve route de Quincy, au nord du village.

## Description
L'eau s'échappe dans un bassin au travers d'un monolithe de deux mètres de hauteur paraissant dater du début du 13e siècle et décoré de huit colonnettes à chapiteaux (monolithe provenant de l'église abbatiale détruite).

## Légende
La légende dit que le premier-né d'un homme qui a bu de la fontaine gauche devient un garçon. Si la fontaine droite est choisi, le premier-né sera une fille.

## Historique
L'édifice est inscrit au titre des monuments historiques par arrêté du 5 mai 1926.